# Schildomyia lanei
Schildomyia lanei är en tvåvingeart som beskrevs av Prado 1973. Schildomyia lanei ingår i släktet Schildomyia och familjen tickflugor. Inga underarter finns listade i Catalogue of Life.